# Элленбоген, Вильгельм
Вильгельм Элленбоген (нем. Wilhelm Ellenbogen; (1863—1951) — один из вождей австрийской социал-демократии.

## Биография
Сын учителя начальной школы родился 10 июля 1863 года в Бржецлаве (Моравия).
Сначала работал врачом в Вене. Вступил в Социал-демократическую рабочую партию Австрии (SDAP), в 1892–1933 годах входил в её руководство. В 1891 году возглавил «Ассоциацию преподавателей рабочего образования и профессиональных ассоциаций Вены». Неоднократно привлекался к ответственности за свои антиправительственные статьи.
С 1901 года был членом рейхсрата (парламента), где особенно часто выступал по финансовым вопросам. Выступал на Международных социалистических конгрессах (Социалистический интернационал) в 1900, 1907 и 1910 годах он был лектором (темы: социализация средств производства, иммиграция и эмиграция рабочих и объединение социалистических организаций, положение в Аргентине, Финляндии, Персии и Турции). Принадлежал к правому, ревизионистскому крылу и во время Первой мировой войны был ярым социал-патриотом, преследовал интернационалистов и в январе 1918 года сыграл активную роль в предательстве забастовки на военных заводах.
С 1919 по 1934 годы был членом конституционного Национального собрания и Национального совета. С 1919 года он исполнял обязанности президента Государственной комиссии по социализации, а в 1919—1920 годах занимал должность заместителя министра торговли и промышленности.
В 1920-е годы он открыто осуждал тесные отношения между федеральным канцлером Игнацем Зейпелем и Муссолини, особенно по вопросу о Южном Тироле и репрессивной политике итальянского фашизма.
Из-за своего еврейского происхождения и политических взглядов он был вынужден эмигрировать в 1938 году; в 1940 году уехал в США из Лиссабона, поселившись в Нью-Йорке. В 1943—1945 годах был членом правления Австрийского комитета труда (ALC), который из-за участия в нём Фридриха Адлера считался организацией-преемником, основанной в Брюсселе в 1938 году, Австрийской социалистической миссии (AVOES). Вернуться в Австрию после окончания войны ему не удалось.
Умер 25 февраля 1951 года в Нью-Йорке. Урна с его прахом находится на Центральном кладбище в Вене.